# Vannella nucleolilateralis
Vannella nucleolilateralis – gatunek ameby należący do rodziny Vannellidae z supergrupy Amoebozoa według klasyfikacji Cavaliera-Smitha.
Forma pełzająca jest kształtu wachlarzowatego albo dyskowatego. Hialoplazma zajmuje więcej niż połowę całkowitej długości pełzaka. Osobnik dorosły osiąga długość 12–24 μm, szerokość 7,5–15 μm. Posiada pojedyncze jądro o średnicy 2,5–3,5 μm z jednym czasami z dwoma jąderkami.
Forma swobodnie pływająca posiada od 1 do 4 cienkie, spiczastych pseudopodiów.